# Corydalis flexuosa
Corydalis flexuosa är en vallmoväxtart. Corydalis flexuosa ingår i släktet nunneörter, och familjen vallmoväxter.

## Underarter
Arten delas in i följande underarter:
- C. f. flexuosa
- C. f. pseudoheterocentra

## Bildgalleri

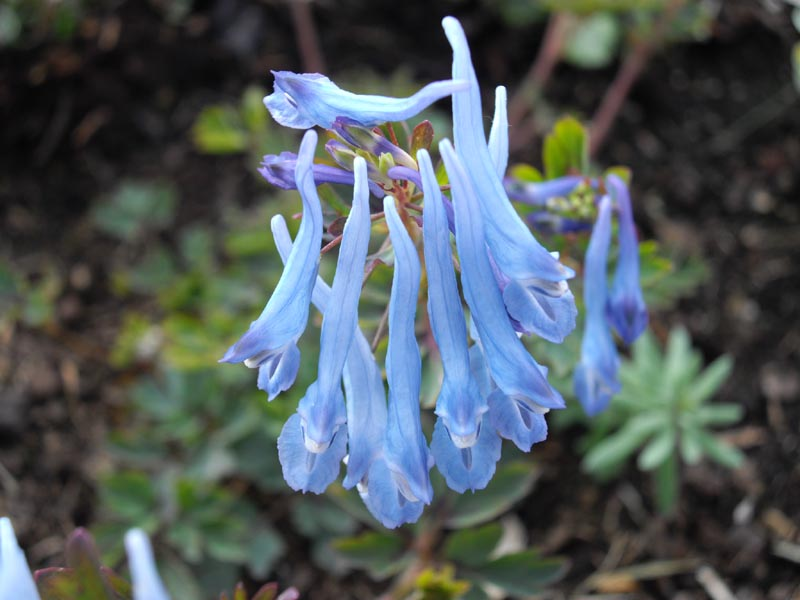
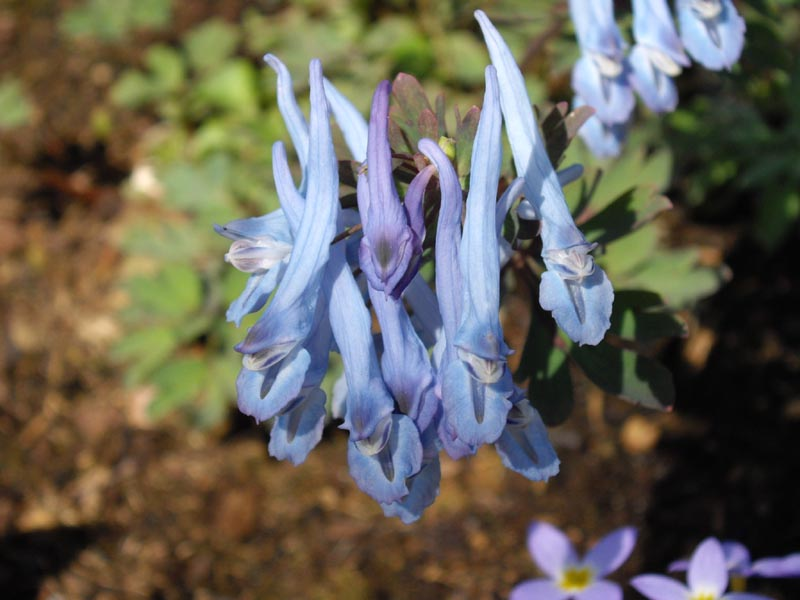
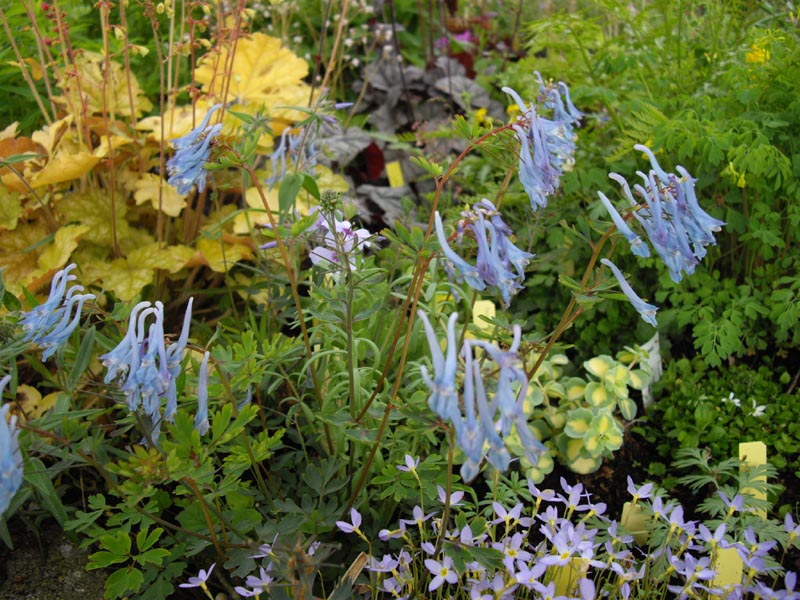
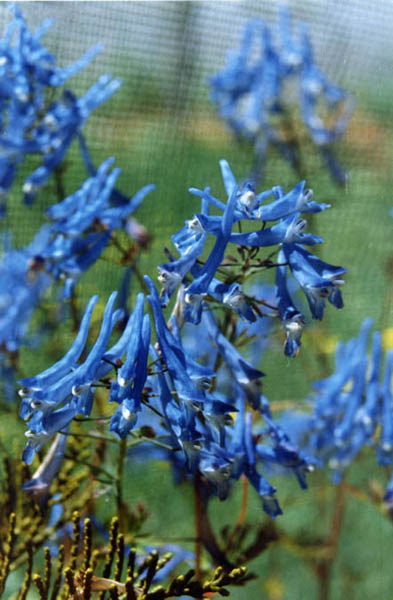
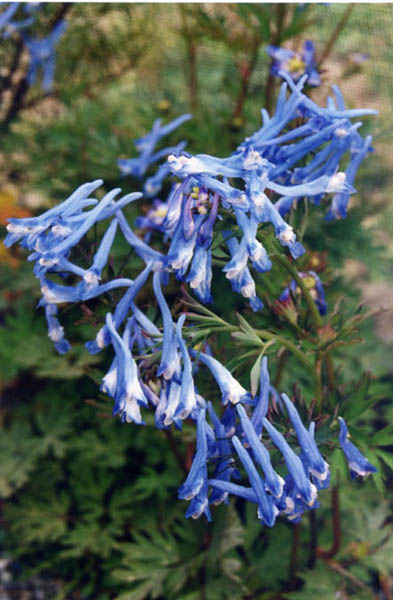